# Chisa
Chisà [kiza] est une commune française située dans la circonscription départementale de la Haute-Corse et le territoire de la collectivité de Corse. Elle appartient à l'ancienne piève de Coasina, dans le Fiumorbo.

## Géographie

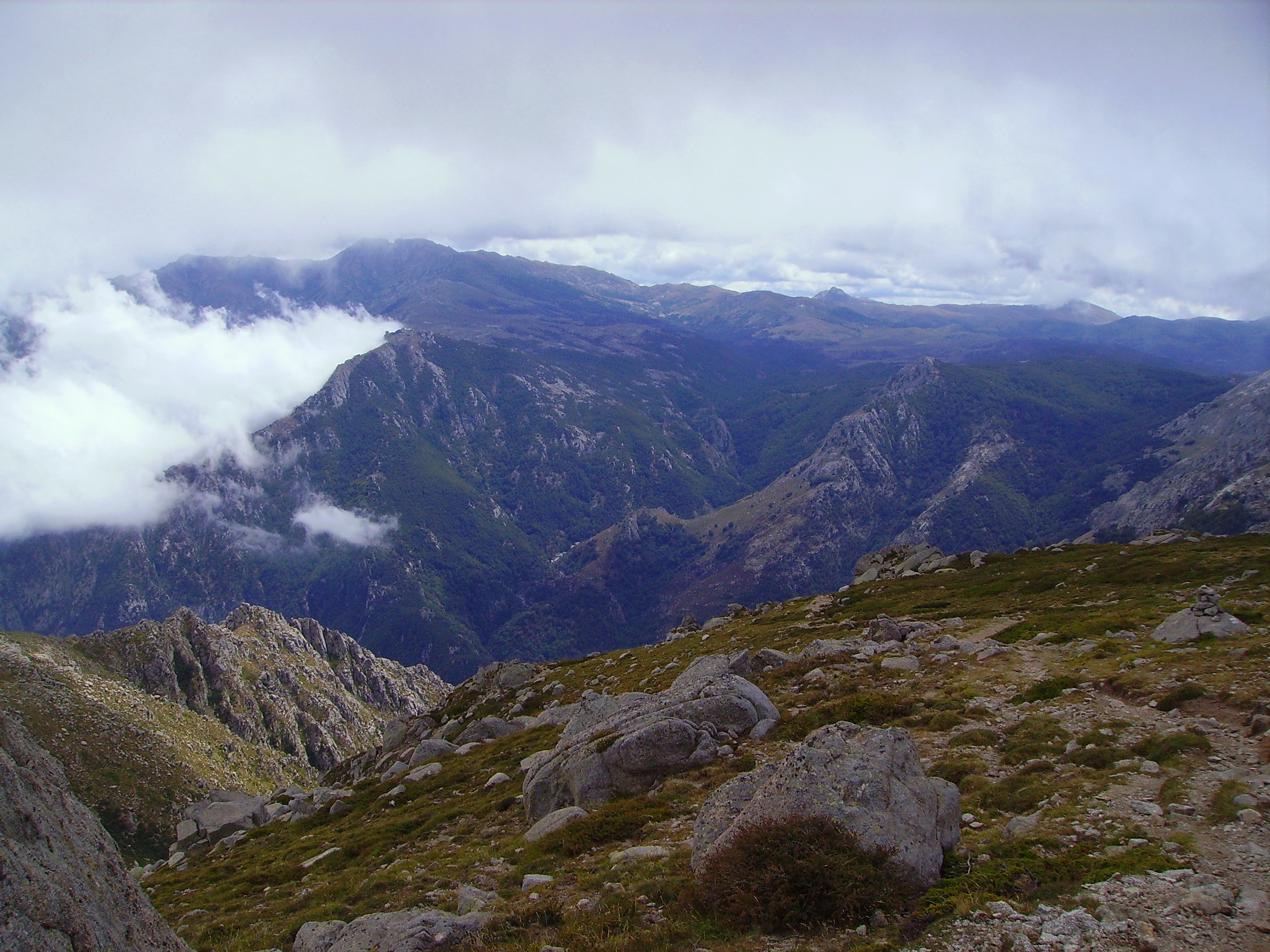
Le Monte Incudine et la haute vallée du Travo depuis le Monte Formicula.

Située dans le sud du département de la Haute-Corse, la commune de Chisa se trouve au cœur du massif du Monte Incudine, sur le cours moyen-haut du fleuve Travo qui la traverse d'ouest en est.
Elle est limitée au nord par un chaînon montagneux divergent de la chaîne centrale de l'île, qui s'abaisse progressivement de la Punta di u Faiu (1 568 mètres) à la Punta di Querciu-Grossu (1 045 mètres). Au sud, les limites communales ne suivent plus le relief de la vallée : la commune forme une pointe qui monte jusqu'au Monte Malo (1 847 mètres) mais ne comprend pas la haute vallée du Travo et le plateau du Coscione, qui dépend de Zicavo (en Corse-du-Sud).
Le village est accroché à flanc de montagne, face à l'est, sur la rive droite du ruisseau de Juva, affluent de rive gauche du Travo, dans lequel il se jette deux kilomètres plus au sud.

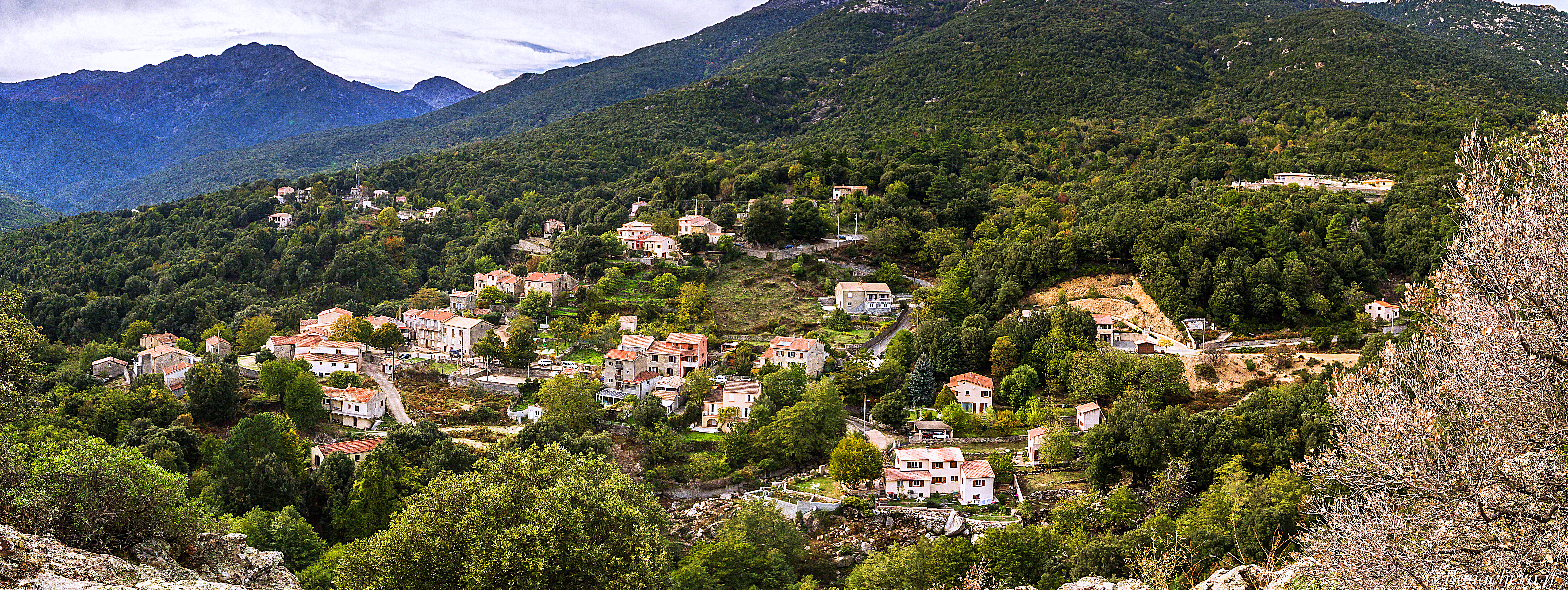
Chisà, vu depuis l'est.

Outre le chef-lieu, largement étalé sur son flanc montagneux, la commune possède un hameau sur la rive opposée, Bura, et un petit groupe d'habitations au col de Vasalla (Basadda), au pied du rocher dit le Castel de Chisa.
Une seule route dessert Chisa : la départementale 645, qui remonte la vallée du Travo, en suivant le fleuve jusqu'au pont de Ghjineparu, point d'entrée dans la commune, et fait ensuite un large détour dans la montagne pour éviter les gorges du Travo, qu'elle finit par traverser entre Bura et le chef-lieu. Chisa est ainsi à 12 kilomètres de la route nationale 198.
Sommet principal du quart-sud de l'île, le tout proche Monte Incudine (2 134 m) constitue le point culminant de la vallée du Travo et du massif. Bien que situé en Corse-du-Sud aux confins des communes de Zicavo et Quenza, c'est de Chisa que l'Incudine est le plus proche. Les montagnes environnantes sont intimement liées au village par le pastoralisme ancestral qui faisait du Coscione une importante prairie d'estive pour les troupeaux. De ce passé de transhumance résultent de nombreux sentiers partant de Chisa qui parcourent encore la haute vallée du Travo et le versant septentrional de l'Incudine et rejoignent désormais les randonneurs du GR 20.

## Urbanisme

### Typologie
Au 1er janvier 2024, Chisa est catégorisée commune rurale à habitat dispersé, selon la nouvelle grille communale de densité à sept niveaux définie par l'Insee en 2022.
Elle est située hors unité urbaine et hors attraction des villes,.

### Occupation des sols
L'occupation des sols de la commune, telle qu'elle ressort de la base de données européenne d’occupation biophysique des sols Corine Land Cover (CLC), est marquée par l'importance des forêts et milieux semi-naturels (98,4 % en 2018), néanmoins en diminution par rapport à 1990 (100 %). La répartition détaillée en 2018 est la suivante : 
forêts (76 %), espaces ouverts, sans ou avec peu de végétation (22,3 %), zones urbanisées (1,6 %), milieux à végétation arbustive et/ou herbacée (0,1 %). L'évolution de l’occupation des sols de la commune et de ses infrastructures peut être observée sur les différentes représentations cartographiques du territoire : la carte de Cassini (XVIIIe siècle), la carte d'état-major (1820-1866) et les cartes ou photos aériennes de l'IGN pour la période actuelle (1950 à aujourd'hui).

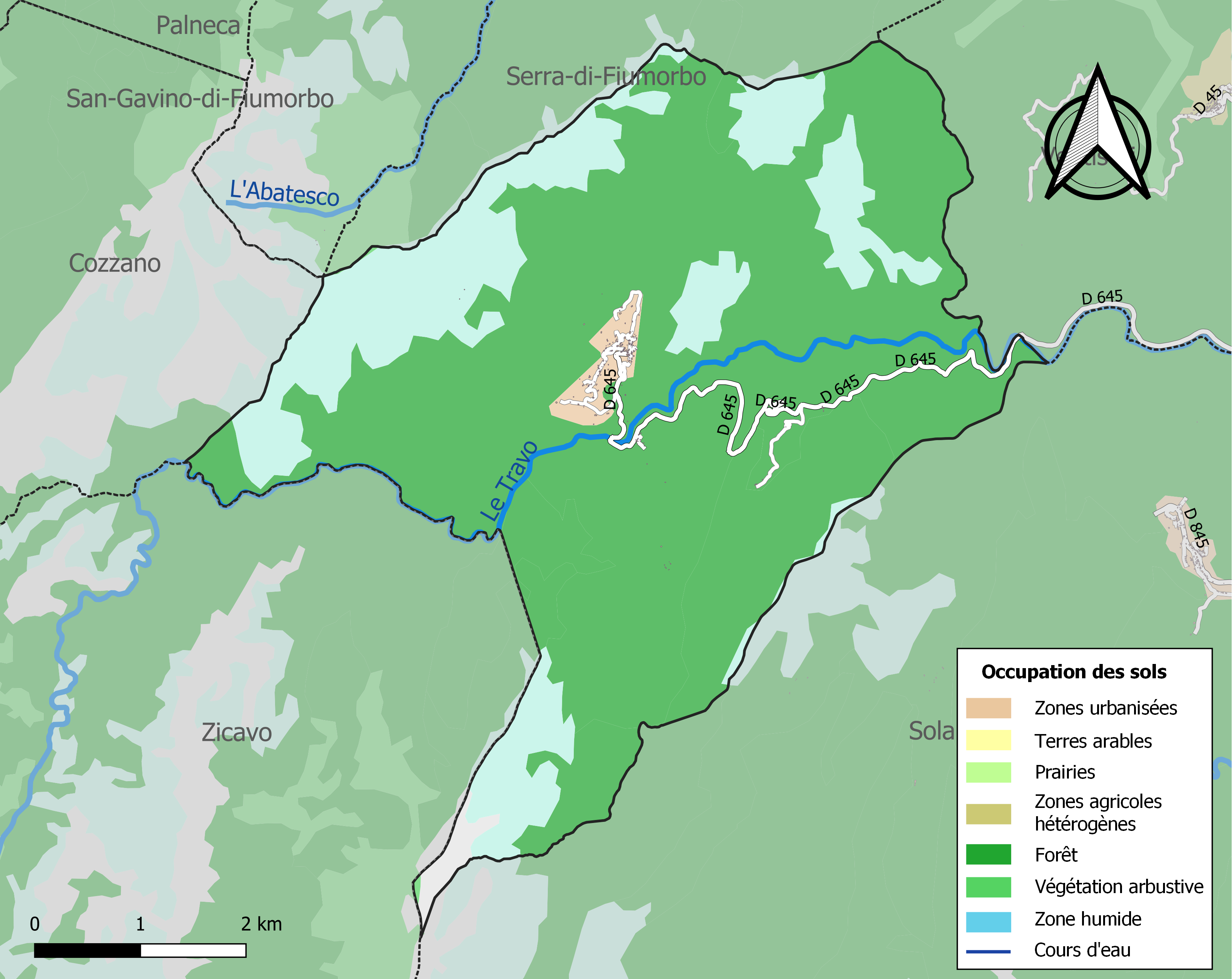
Carte des infrastructures et de l'occupation des sols de la commune en 2018 (CLC).

## Toponymie
Le nom corse de la commune est Chisà [kiˈza]. Ses habitants sont les Chisanacci.
Le village apparaît dans divers documents du XIXe siècle sous la forme toscanisée Chisano et même plus anciennement Chesano. Lors de son érection en commune à part entière en 1947, la graphie officielle conserva l'apocope propre à la forme corse Chisà tout en abandonnant l'accent.

## Histoire
Chisa n'est devenu une commune qu'en 1947. Auparavant, c'était un hameau de Ventiseri.

Lors de la deuxième guerre mondiale, Chisà fut un haut lieu de la résistance. Après son évasion de Prunelli, Paul Giacobbi, est caché par les habitants du village. Après la guerre, il manifeste sa reconnaissance aux habitants de Chisà, en obtenant que leur village reçoive le statut de commune, indépendante de Ventiseri en décembre 1946. 

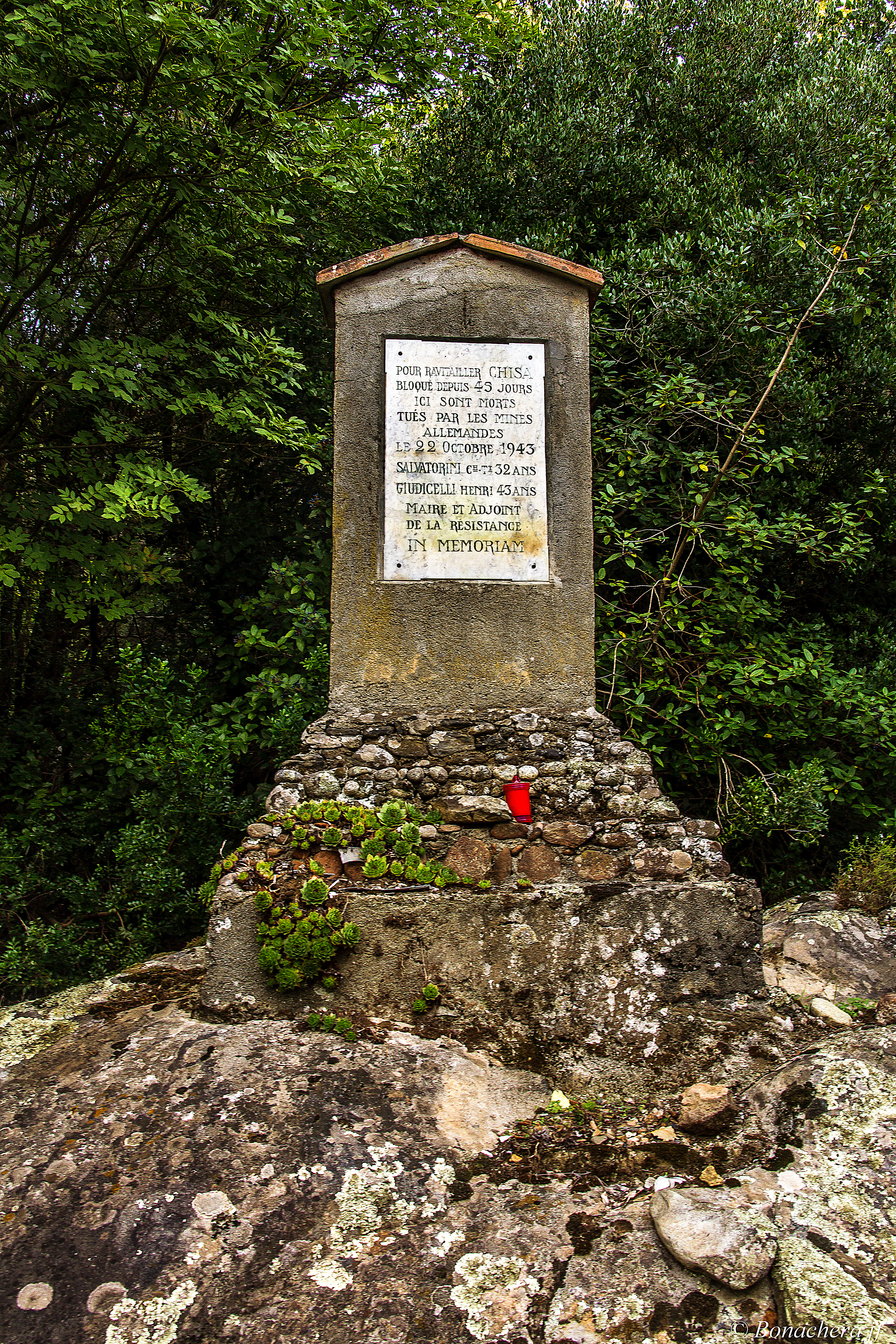
Stèle commémorative à Chisà.

En aval du pont du Ghjinèparu, sur le côté gauche de la route en descendant, une stèle commémorative rend hommage au sacrifice des deux habitants du village. Ces deux habitants, Salvatorini et Guidicelli henri, sont tués le 22 octobre 1943 par l'explosion d'un pont miné par les Allemands, alors qu'ils descendaient pour ravitailler le village bloqué depuis 45 jours par les nazis.

## Politique et administration
| Période                                  | Période           | Identité                   | Étiquette | Qualité               |
| ---------------------------------------- | ----------------- | -------------------------- | --------- | --------------------- |
| octobre 1947                             | mai 1953 (décédé) | Henri Giudicelli           | Droite    |                       |
| mai 1953                                 | 1984 (décédé)     | Albert Thimotée Giudicelli | Droite    |                       |
| 1984                                     | mars 2014         | Guy Ferreri                | PCF       | Agent du Parc Naturel |
| mars 2014                                | En cours          | Michel-André Galinier      | DVG       | Cadre supérieur       |
| Les données manquantes sont à compléter. |                   |                            |           |                       |

Le premier maire de la commune de Chisà fut Simon-Jean Giudicelli, dit u Capitanu, mis en place par le Front national à la fin de la guerre 39-45.

## Démographie
L'évolution du nombre d'habitants est connue à travers les recensements de la population effectués dans la commune depuis 1946. Pour les communes de moins de 10 000 habitants, une enquête de recensement portant sur toute la population est réalisée tous les cinq ans, les populations de référence des années intermédiaires étant quant à elles estimées par interpolation ou extrapolation. Pour la commune, le premier recensement exhaustif entrant dans le cadre du nouveau dispositif a été réalisé en 2008.

En 2022, la commune comptait 106 habitants, en évolution de +7,07 % par rapport à 2016 (Haute-Corse : +5,15 %, France hors Mayotte : +2,11 %).
| 1946 | 1954 | 1962 | 1968 | 1975 | 1982 | 1990 | 1999 | 2006 |
| ---- | ---- | ---- | ---- | ---- | ---- | ---- | ---- | ---- |
| 259  | 178  | 124  | 115  | 78   | 56   | 88   | 97   | 99   |

| 2008 | 2013 | 2018 | 2022 | - | - | - | - | - |
| ---- | ---- | ---- | ---- | - | - | - | - | - |
| 99   | 97   | 100  | 106  | - | - | - | - | - |

## Lieux et monuments
Se trouve à Chisà la grotte d'un des derniers bandits d'honneur.
Son nom est U Saparghjoni, ce qui signifie la grande grotte. Il est inscrit quelquefois par erreur sur des panneaux l'indiquant: U Saparoghjonu.
une Via ferrata part du gite d'étape communal Bocca Bè (en français : "Bon col (de montagne)" et par extrapolation Bonne Bouche, ce qui qualifie au mieux le restaurant du gîte).
L'église San Ghjacumu (Saint Jacques) est juste à côté de la mairie, à l'entrée du village.

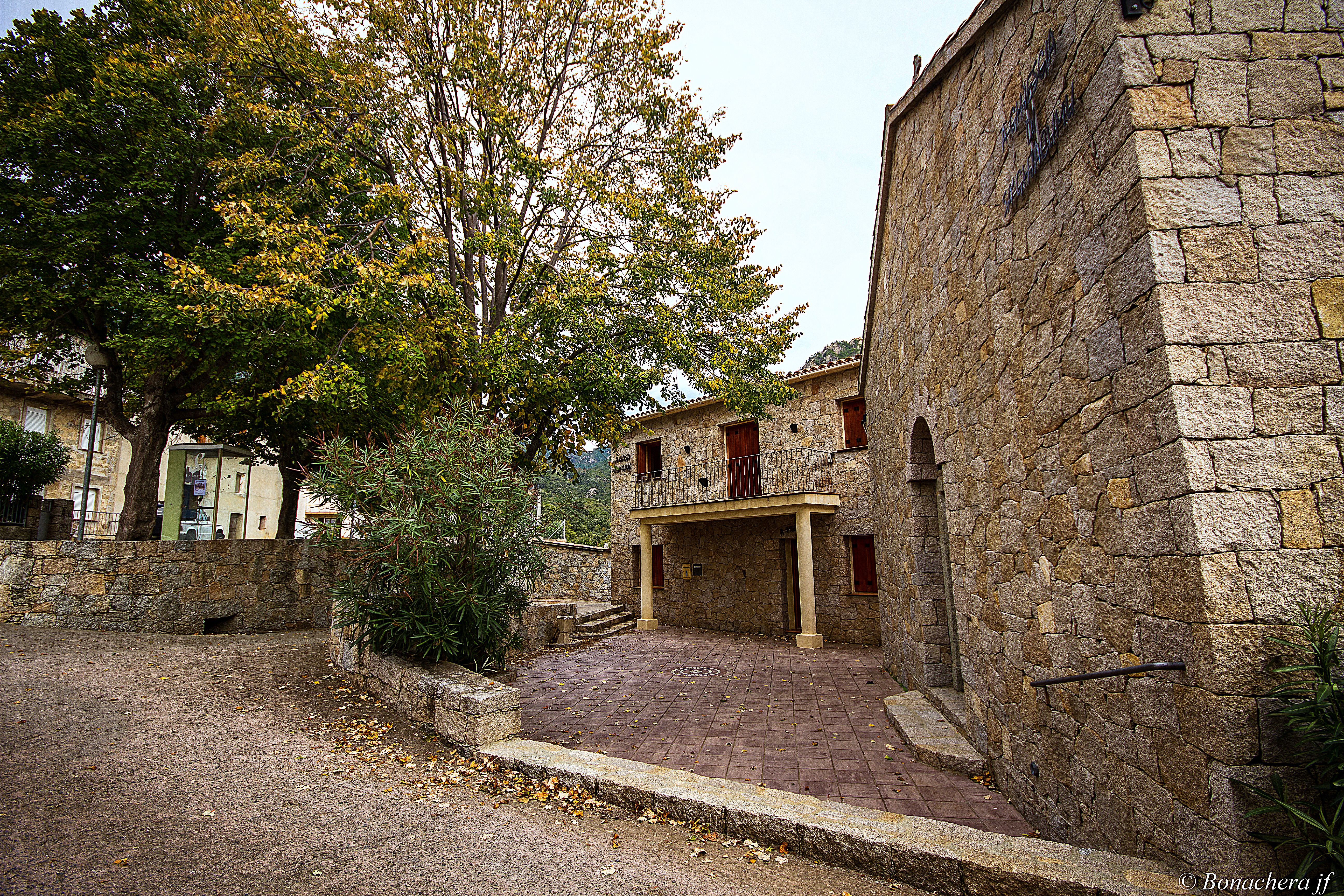
.Place de la Mairie.

L’intérieur est décoré par les fresques du peintre "Chisà" (Giudicelli stephane), originaire du village, dont une particulière, à droite de l'entrée représentant l'enfer sur terre.

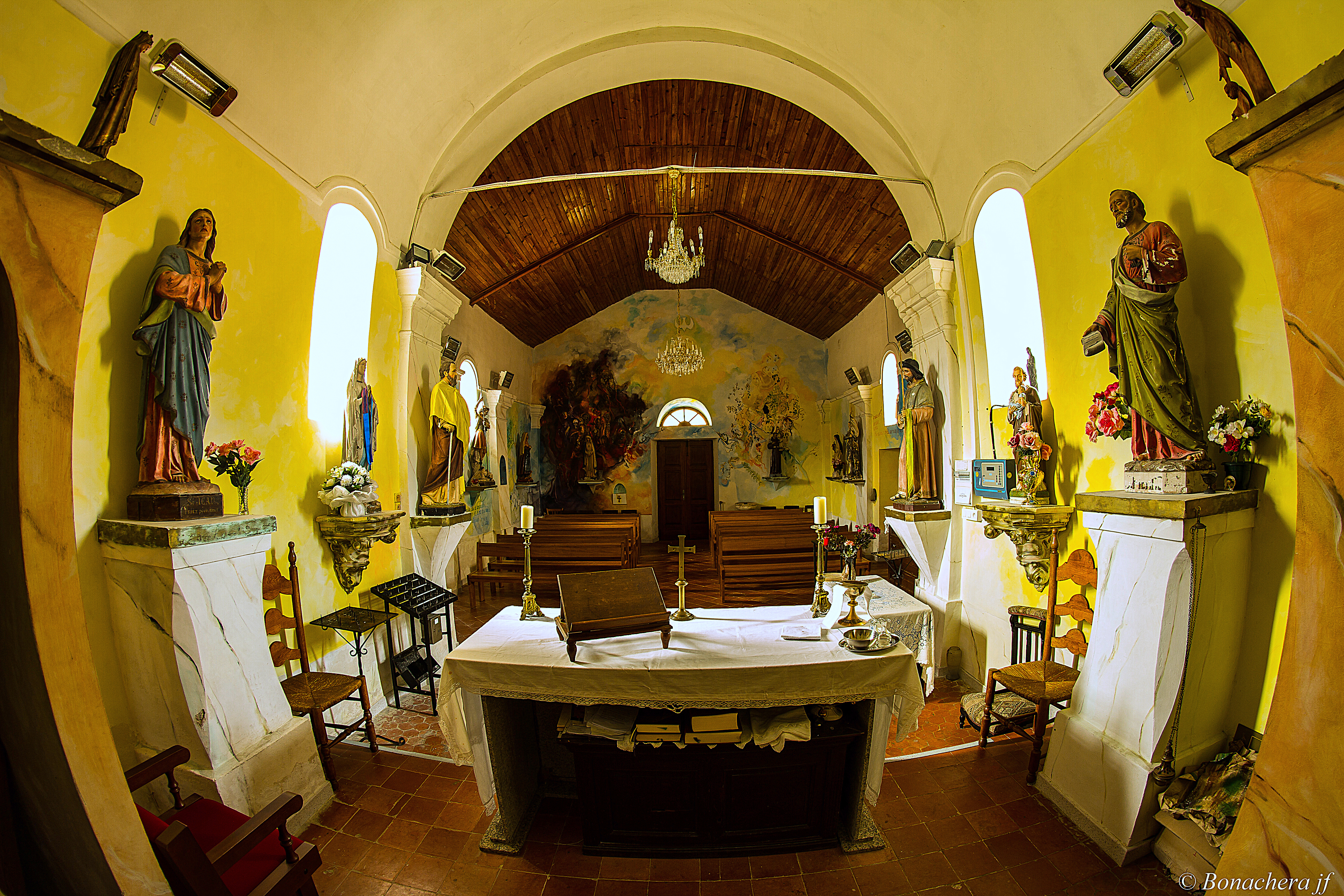
Vue de l’intérieur de l'église de Chisà depuis l'autel

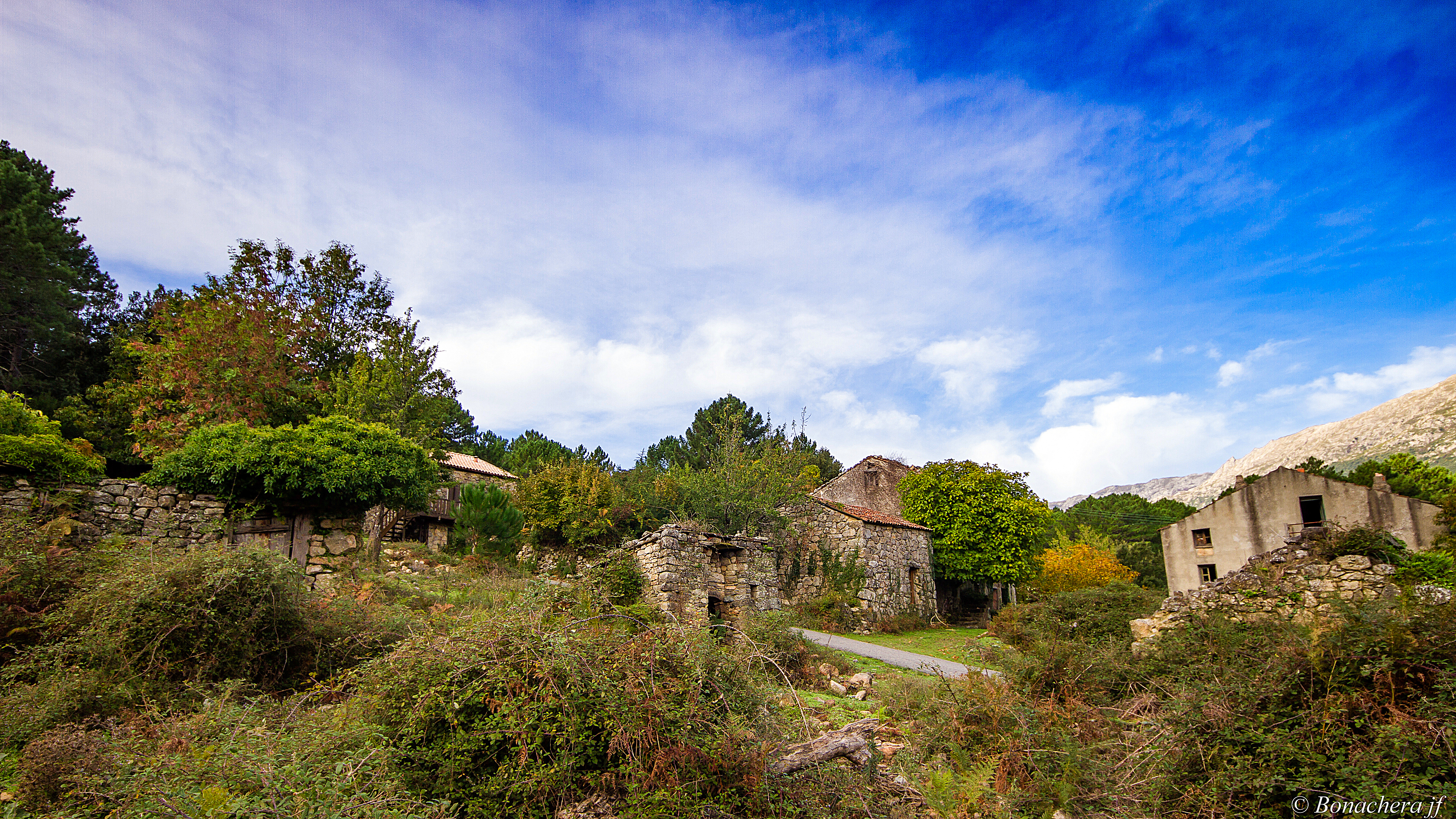
Le hameau de Basalla.

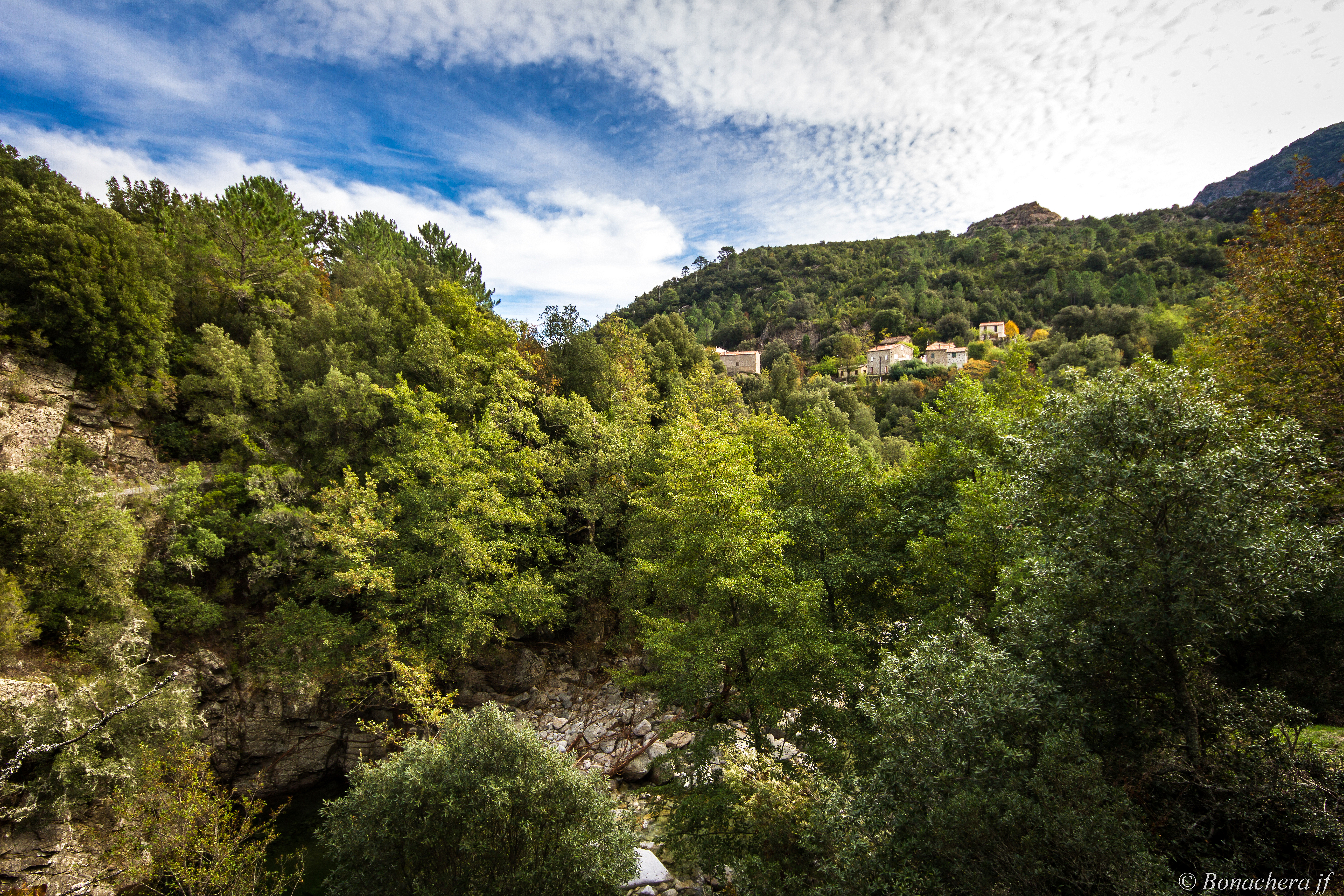
Le hameau de Bura, depuis le pont.

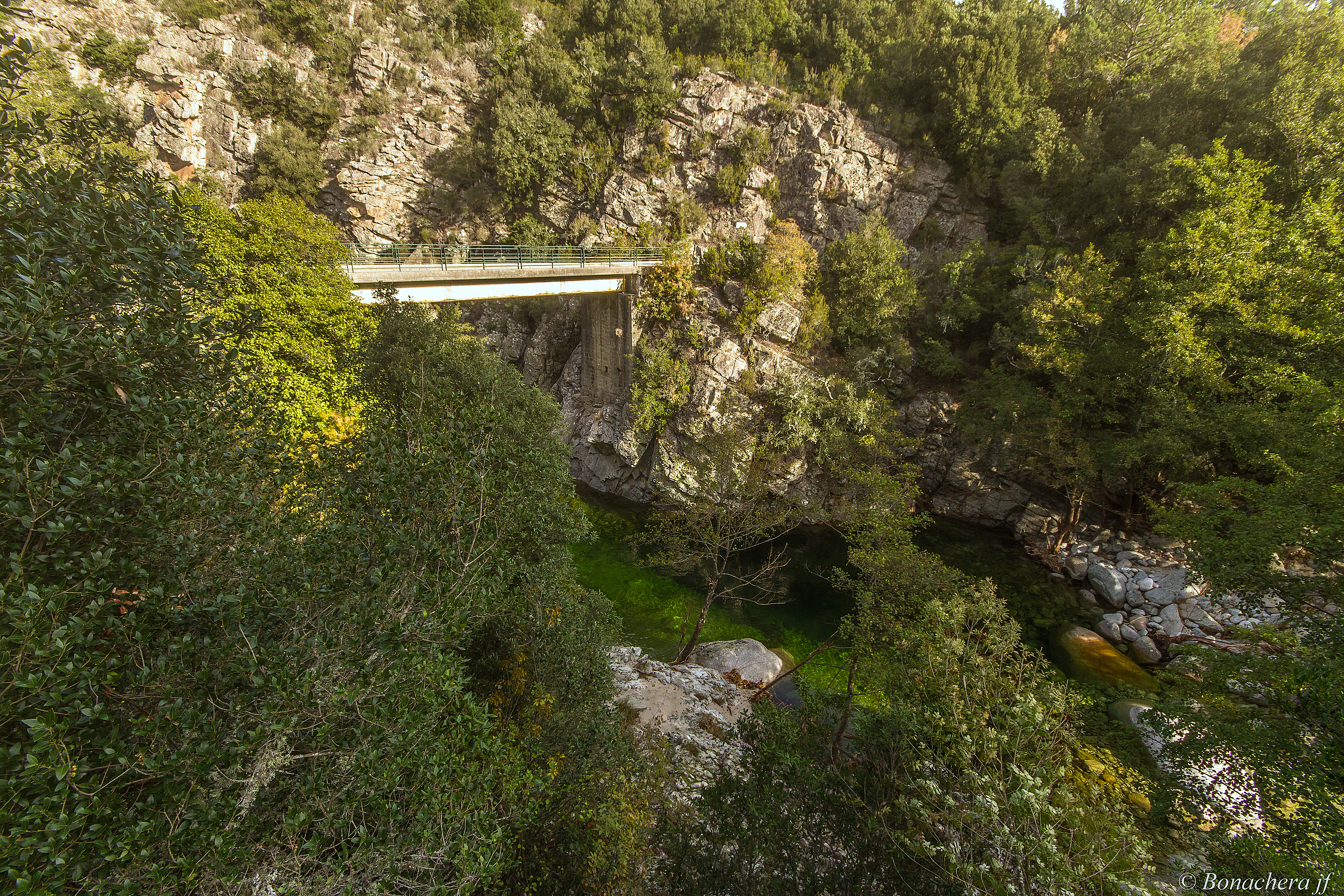
Le pont de Bura.

Situées au sud de Chisà, on trouve les bergeries de l'Agnu (plusieurs maisons dont certaines encore habitées) 

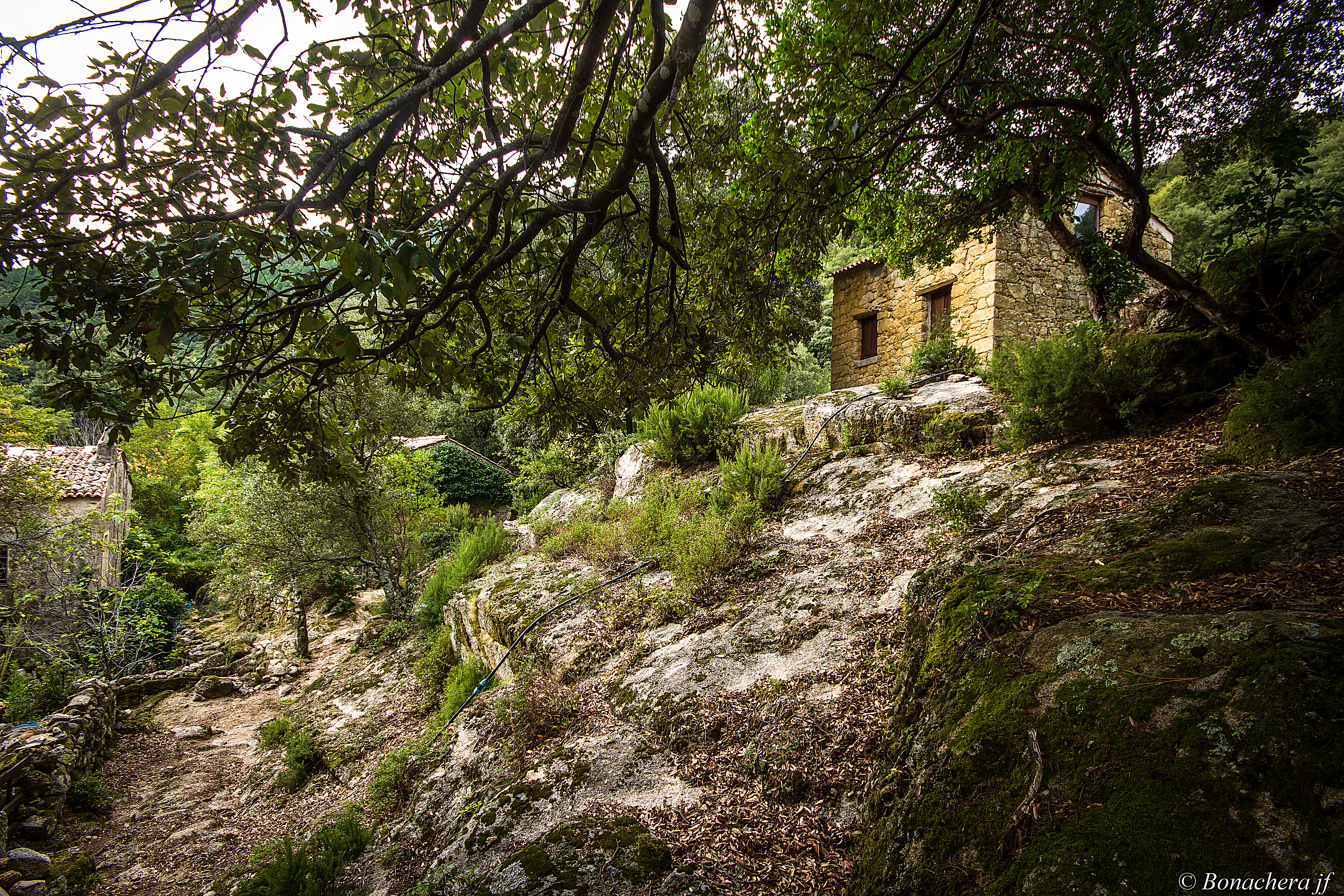
Les bergeries de l'Agnu.

On y accède par une belle piste carrossable, par la suite le chemin devient uniquement pédestre, traverse le hameau et devient difficile à suivre pour rejoindre a bocca d'Asinao.
- le monument aux morts du village, inauguré le 9 septembre 1952 par Messieurs Ferreri ange-paul et Casanova antoine

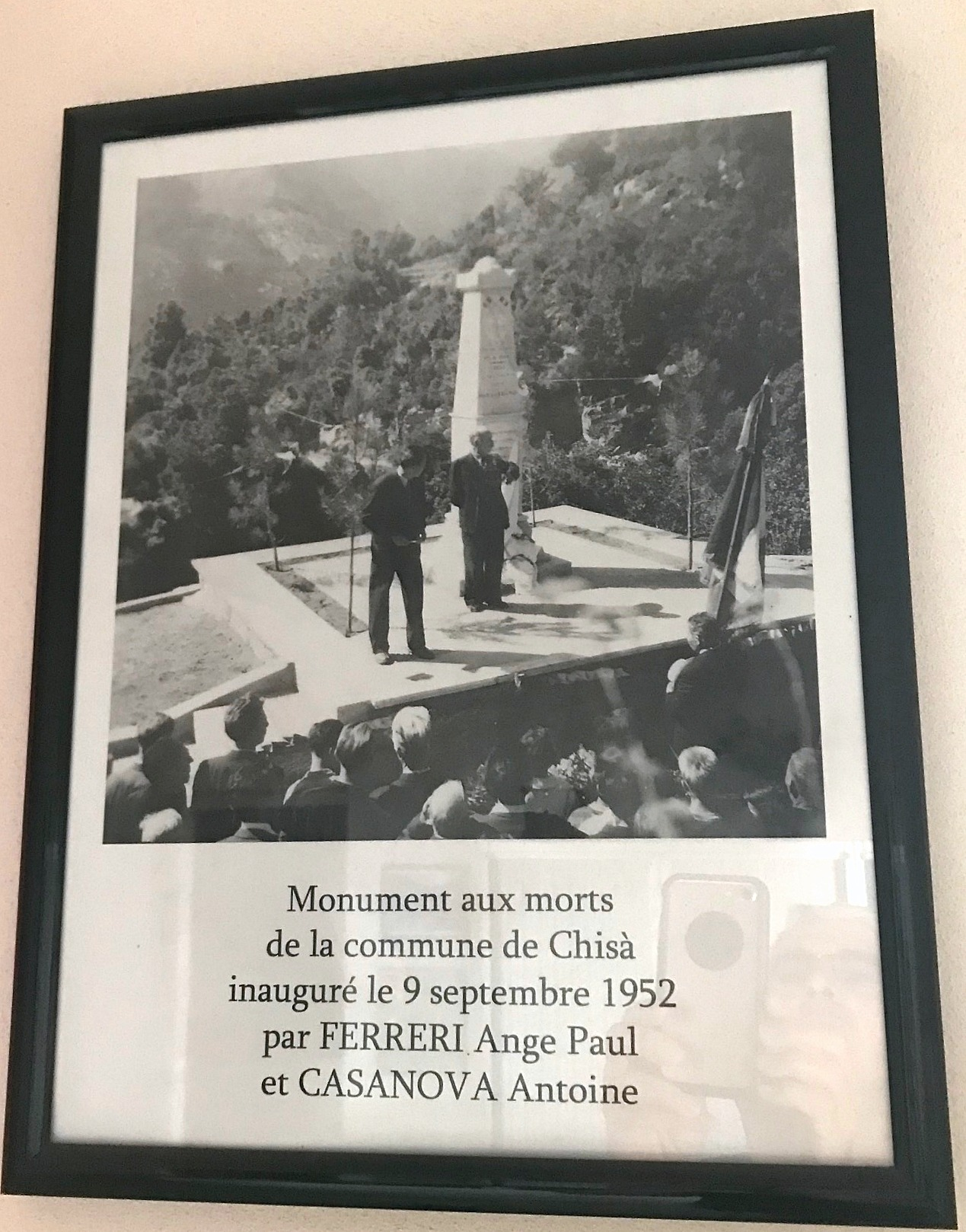
Inauguration du monument aux morts du village.

## Personnalités liées à la commune
- Simon-Jean Giudicelli (1883-1976) dit "U Capitanu" s'est illustré comme un des chefs responsables de la Résistance dans la région du Fium'Orbu.Il a été promu commandeur de la Légion d'honneur et a également été décoré par la reine d'Angleterre pour services rendus à la nation et pour avoir recueilli et caché un capitaine, espion anglais, portant le pseudonyme "André".
- Robert Giudicelli(1911-1944), instituteur dans les Bouches-du-Rhône. Adhère au mouvement des Jeunesses communistes en 1934, puis en devient responsable régional et membre du Comité Central. En 1939, il est mobilisé à Carbini. En juin 1940, il est démobilisé et retourne à Marseille puis à Toulouse. Arrêté en 1941, il est condamné à 5 ans d'emprisonnement. Il est d'abord transféré à Aix-en-Provence puis à Saint-Étienne où il est rejugé et condamné à la réclusion à perpétuité. Le 25 septembre 1943, un commando FTPF le libère. Il rejoint Lyon où il est chargé de l'organisation des partisans. Le 9 août 1944, sur le pont de l'Île Barbe, il est pris au piège par la Gestapo. Blessé au cours de la fusillade, il est emmené rue de Bonnel où il sera torturé pendant 5 jours sans que ses bourreaux puissent en tirer la moindre information. Il meurt le 14 août 1944, quelques jours avant la libération de Lyon[15].
- Stéphane Giudicelli, dit Chisa, peintre, né le 27 octobre 1939.
- Patrick Salvatorini, conseiller pédagogique en langue et littérature corses, a débuté sur scène avec I Muvrini, et a sorti un CD aux textes autobiographiques : Vit'Amori (2010).
- Dominique Orsetti, colonel de cavalerie, a participé à la plupart des opérations conduites par l'armée française entre 1980 et 2010, reste un des officiers les plus décorés de sa génération.
- Emmanuelle Mariini (1973), professeure agrégée de musique, docteure en musicologie, pianiste concertiste, musicologue, conférencière